# كريستوف فريدريك نيكولاي
كريستوف فريدريك نيكولاي (بالألمانية: Friedrich Nicolai)‏ هو كاتب ألماني، ولد في 18 مارس 1733 في برلين في ألمانيا، وتوفي بنفس المكان في 11 يناير 1811.

## وصلات خارجية
- كريستوف فريدريك نيكولاي على موقع الموسوعة البريطانية (الإنجليزية)
- كريستوف فريدريك نيكولاي على موقع ديسكوغز (الإنجليزية)